# Новиково (Ленинский район)
Но́виково (до 1948 года Сундуко́й, Санды́к-Кую́; укр. Новикове, крымскотат. Sandıq Quyu, Сандыкъ Къую) — исчезнувшее село в Ленинском районе Республики Крым, располагавшееся в центре района и Керченского полуострова, примерно в 5 км к западу от современного села Новониколаевка.

## История
Первое документальное упоминание села встречается в Камеральном Описании Крыма… 1784 года, судя по которому, в последний период Крымского ханства Судны-коя входил в Орта Керченский кадылык Кефинского каймаканства. Затем, видимо, вследствие эмиграции крымских татар в Турцию, последовавшую вслед за присоединением Крыма к России 8 февраля 1784 года, деревня опустела и вновь встречается на военно-топографической карте генерал-майора Мухина 1817 года, где деревня Сантугуй обозначена пустующей. На карте 1842 года и на трёхверстовой карте 1865—1876 года обозначены развалины деревни Сундукой.
Вновь селение встречается в Статистическом справочнике Таврической губернии. Ч.II-я. Статистический очерк, выпуск пятый Феодосийский уезд, 1915 год, согласно которому на хуторе Сундукой Петровской волости Феодосийского уезда числилось 2 двора с русским населением в количестве 17 человек только «посторонних» жителей, из которых 7 мужчин и 10 женщин. При хуторе числилось 230 десятин удобной земли. В хозяйствах имелось 25 лошадей, 14 волов, 10 коров и 100 голов овец, свиней, или коз.
После установления в Крыму Советской власти, по постановлению Крымревкома, 25 декабря 1920 года из Феодосийского уезда был выделен Керченский (степной) уезд, а, постановлением ревкома № 206 «Об изменении административных границ» от 8 января 1921 года была упразднена волостная система и в составе Керченского уезда был создан Керченский район в который вошло село (в 1922 году уезды получили название округов. 11 октября 1923 года, согласно постановлению ВЦИК, в административное деление Крымской АССР были внесены изменения, в результате которых округа были отменены и основной административной единицей стал Керченский район в который вошло село. Согласно Списку населённых пунктов Крымской АССР по Всесоюзной переписи 17 декабря 1926 года, в хуторе Сундуково, Ново-Николаевского сельсовета Керченского района, числилось 12 дворов, из них 11 крестьянских, население составляло 54 человека, из них 52 украинца, 1 болгарин и 1 еврей. Постановлением ВЦИК «О реорганизации сети районов Крымской АССР» от 30 октября 1930 года (по другим сведениям 15 сентября 1931 года) Керченский район упразднили и село включили в состав Ленинского. На подробной карте РККА Керченского полуострова 1941 года в селе отмечено 19 дворов.
С 25 июня 1946 года селение в составе Крымской области РСФСР. Указом Президиума Верховного Совета РСФСР от 18 мая 1948 года, Сундукой переименовали в Новиково. 26 апреля 1954 года Крымская область была передана из состава РСФСР в состав УССР. Время включения в Астанинский сельсовет пока не установлено: на 15 июня 1960 года село уже числилось в его составе. Исключено из учётных данных в 1966 году (согласно справочнику «Крымская область. Административно-территориальное деление на 1 января 1968 года» — в период с 1954 по 1968 год, как село Астанинского сельсовета).